# Serang (Kejajar)
Serang is een bestuurslaag in het regentschap Wonosobo van de provincie Midden-Java, Indonesië. Serang telt 4402 inwoners (volkstelling 2010).